# スケルトン (外殻)

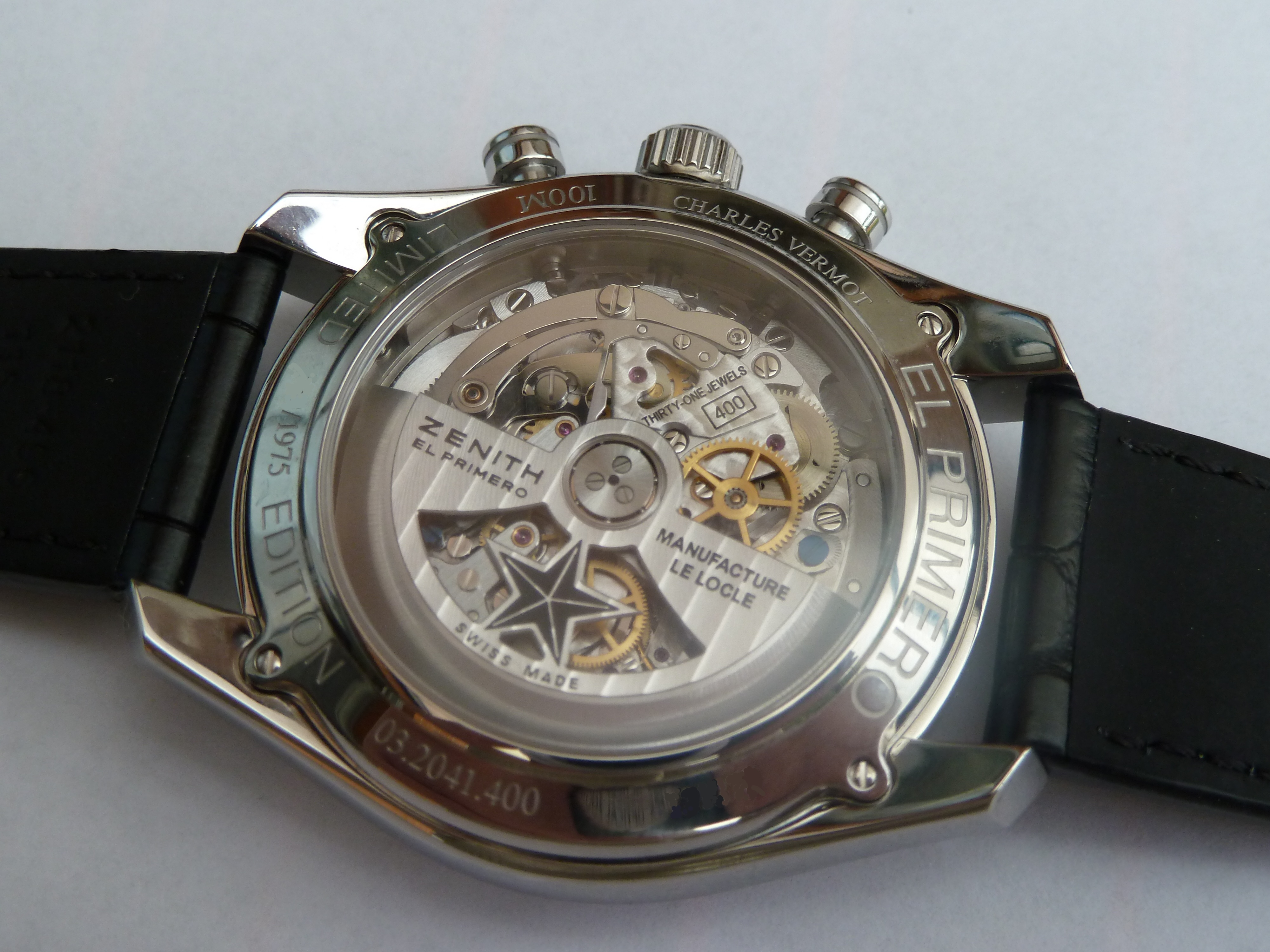
裏蓋の大部分をガラス製としてスケルトン仕様とした、ゼニス社製の腕時計
(Zenith El Primero 36000 VpH)

スケルトン（英語: skeleton：「骨格」の意）は、通常なら金属など不透明素材で作るべき筐体の大部分を、切除もしくは透明素材に置き換え、内部機構が見えるようにした外殻構造で、内部機構を骨格（スケルトン）になぞらえた呼び名である。

## 概要

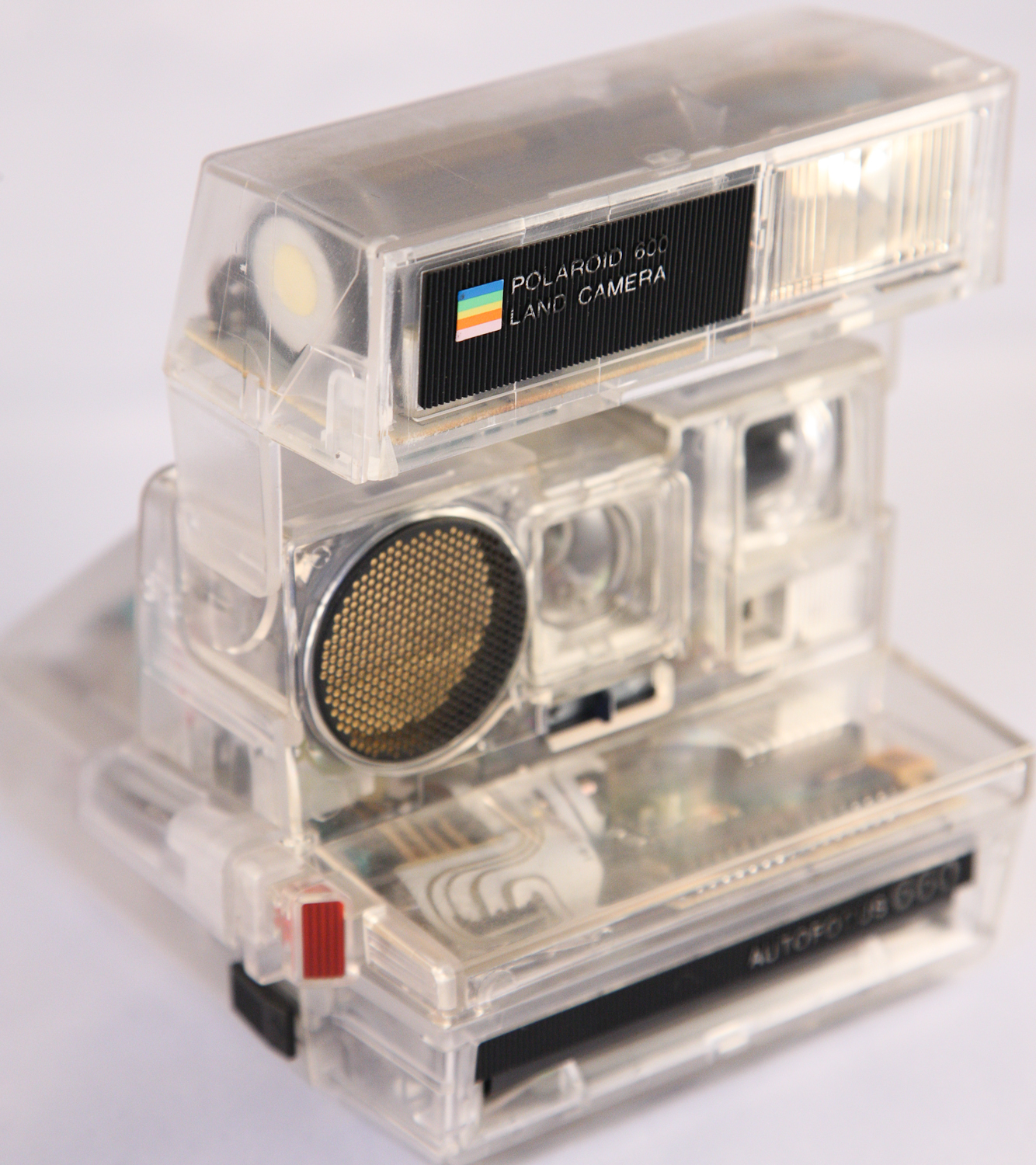
外装を「トランスルーセント」構造とした“スケルトン仕様”のポラロイドカメラ
(Polaroid Autofocus 660)

発祥は高級懐中時計で、文字盤や裏蓋の一部ないし大部分を切り取ってガラスを嵌めるなどし、精密な内部機構の動くさまを見て楽しむ趣味性の高い特殊仕様のモデル名として「スケルトン」の呼称が与えられた。これは、構造上の必要から一部残された本来の文字盤や外殻がまるで骸骨のように見え、「肋骨越しに時計の内臓を見ている」ことになぞらえた命名である。
後に、合成樹脂が発達し、外殻全てを一体の透明素材で作ることが可能となった。そのような外殻を持ったモデルは、「骸骨・骨格」と看做せる部分が存在しないため「トランスルーセント（英語: translucent：光透過）」と呼ばれ、厳密にはスケルトン構造とは区別される。
製作に手間のかかる、本来の意味でのスケルトン構造は極一部の高級品にしか用いられないため、安価なものでは腕時計や懐中時計にある程度で、“スケルトンモデル”として市販されている商品の殆どは、実際はトランスルーセントモデルである。